# Szefowie Rady Wykonawczej Falklandów

## Lista szefów Rady WykonawczejFalklandów
| Szef Rady Wykonawczej                 | Data                | Data                |
| Szef Rady Wykonawczej                 | Objęcie urzędu      | Złożenie urzędu     |
| ------------------------------------- | ------------------- | ------------------- |
| David G. P. Taylor                    | grudzień 1983       | kwiecień 1987       |
| Brian Cummings                        | kwiecień 1987       | maj 1988            |
| Colin Redston (tymczasowo)            | czerwiec 1988       | sierpień 1988       |
| Rex Browning (tymczasowo)             | sierpień 1988       | wrzesień 1988       |
| David G.P. Taylor (tymczasowo, 2 raz) | wrzesień 1988       | kwiecień 1989       |
| Ronald Sampson                        | kwiecień 1989       | wrzesień 1994       |
| Andrew Gurr                           | wrzesień 1994       | listopad 1999       |
| Michael Blanch                        | styczeń 2000        | marzec 2003         |
| Chris Simpkins                        | marzec 2003         | 12 września 2007    |
| Michael Blanch (tymczasowo, 2 raz)    | 12 września 2007    | 3 stycznia 2008     |
| Tim Thorogood                         | 3 stycznia 2008     | 1 lutego 2012       |
| Keith Padgett                         | 1 lutego 2012       | 3 października 2016 |
| Barry Rowland                         | 3 października 2016 | nadal               |